# Copa do Brasil de Futebol de 2015
A Copa do Brasil de 2015 foi a 27.ª edição dessa competição brasileira de futebol, organizada pela Confederação Brasileira de Futebol, cuja estreia foi em 8 de fevereiro e seu término em 2 de dezembro. O Palmeiras sagrou-se campeão e garantiu a vaga para a Copa Libertadores da América de 2016.
Com inclusão do campeão da Copa Verde e da Copa do Nordeste para a Copa Sul-Americana de 2015, a classificação para o torneio continental será dada novamente como nas edições passadas, mas com seis equipes eliminadas até a terceira fase. Caso as 16 melhores equipes da Série A não sejam suficientes para completar as seis vagas, os quatro melhores classificados da Série B completarão as vagas. Se ainda assim não for suficiente, serão convidados os clubes rebaixados na Série A.

## Participantes

### Estaduais e seletivas
Fonte
| UF                  | Clube                | Forma de classificação                                |
| ------------------- | -------------------- | ----------------------------------------------------- |
| Acre                | Rio Branco-AC        | Campeão do Estadual 2014                              |
| Acre                | Atlético Acreano     | Vice-campeão do Estadual 2014                         |
| Alagoas             | Coruripe             | Campeão do Estadual 2014                              |
| Alagoas             | CRB                  | Vice-campeão do Estadual 2014                         |
| Alagoas             | Murici               | Campeão da primeira fase do Estadual 2014             |
| Amapá               | Santos-AP            | Campeão do Estadual 2014                              |
| Amazonas            | Nacional-AM          | Campeão do Estadual 2014                              |
| Amazonas            | Princesa do Solimões | Vice-campeão do Estadual 2014                         |
| Bahia               | Bahia                | Campeão do Estadual 2014                              |
| Bahia               | Jacuipense           | Vice-campeão da primeira fase do Estadual 2014        |
| Bahia               | Vitória da Conquista | Campeão da Copa Governador do Estado da Bahia de 2014 |
| Ceará               | Ceará                | Campeão do Estadual 2014                              |
| Ceará               | Fortaleza            | Campeão da primeira fase do Estadual 2014             |
| Ceará               | Icasa                | Campeão da Copa Fares Lopes de 2014                   |
| Distrito Federal    | Luziânia             | Campeão do Metropolitano 2014                         |
| Distrito Federal    | Brasília             | Vice-campeão do Metropolitano 2014                    |
| Espírito Santo      | Estrela do Norte     | Campeão do Estadual 2014                              |
| Espírito Santo      | Real Noroeste        | Campeão da Copa Espírito Santo 2014                   |
| Goiás               | Atlético Goianiense  | Campeão do Estadual 2014                              |
| Goiás               | Goiás                | Vice-campeão do Estadual 2014                         |
| Goiás               | Anapolina            | 3º colocado do Estadual 2014                          |
| Maranhão            | Sampaio Corrêa       | Campeão do Estadual 2014                              |
| Maranhão            | Moto Club            | Vice-campeão do Estadual 2014                         |
| Mato Grosso         | Cuiabá               | Campeão do Estadual 2014                              |
| Mato Grosso         | Luverdense           | Vice-campeão do Estadual 2014                         |
| Mato Grosso         | Operário VG          | 3º colocado do Estadual 2014                          |
| Mato Grosso do Sul  | CENE                 | Campeão do Estadual 2014                              |
| Mato Grosso do Sul  | Águia Negra          | Vice-campeão do Estadual 2014                         |
| Minas Gerais        | América Mineiro      | 3° colocado do Estadual 2014                          |
| Minas Gerais        | Boa Esporte          | 4° colocado do Estadual 2014                          |
| Minas Gerais        | Tupi                 | 5º colocado do Estadual 2014                          |
| Minas Gerais        | Villa Nova           | 6º colocado do Estadual 2014                          |
| Pará                | Remo                 | Campeão do Estadual 2014                              |
| Pará                | Paysandu             | Vice-campeão do Estadual 2014                         |
| Pará                | Independente-PA      | 3º colocado do Estadual 2014                          |
| Paraíba             | Botafogo-PB          | Campeão do Estadual 2014                              |
| Paraíba             | Campinense           | Vice-campeão do Estadual 2014                         |
| Paraná              | Londrina             | Campeão do Estadual 2014                              |
| Paraná              | Maringá              | Vice-campeão do Estadual 2014                         |
| Paraná              | Coritiba             | 3º colocado do Estadual 2014                          |
| Paraná              | Atlético Paranaense  | 4º colocado do Estadual 2014                          |
| Pernambuco          | Sport                | Campeão do Estadual 2014                              |
| Pernambuco          | Náutico              | Vice-campeão do Estadual 2014                         |
| Pernambuco          | Salgueiro            | Campeão do primeiro turno do Estadual 2014            |
| Piauí               | River-PI             | Campeão do Estadual 2014                              |
| Piauí               | Piauí                | Vice-campeão do Estadual 2014                         |
| Rio de Janeiro      | Flamengo             | Campeão do Estadual 2014                              |
| Rio de Janeiro      | Vasco da Gama        | Vice-campeão do Estadual 2014                         |
| Rio de Janeiro      | Cabofriense          | 4º colocado do Estadual 2014                          |
| Rio de Janeiro      | Boavista-RJ          | 5º colocado do Estadual 2014                          |
| Rio de Janeiro      | Madureira            | Vice-campeão da Copa Rio 2014                         |
| Rio Grande do Norte | América de Natal     | Campeão do Estadual 2014                              |
| Rio Grande do Norte | Globo                | Vice-campeão do Estadual 2014                         |
| Rio Grande do Norte | Alecrim              | 3° colocado do Estadual 2014                          |
| Rio Grande do Sul   | Grêmio               | Vice-campeão do Estadual 2014                         |
| Rio Grande do Sul   | Brasil de Pelotas    | 3º colocado do Estadual 2014                          |
| Rio Grande do Sul   | Caxias               | 4º colocado do Estadual 2014                          |
| Rio Grande do Sul   | Lajeadense           | Campeão da Copa FGF de 2014                           |
| Rondônia            | Vilhena              | Campeão do Estadual 2014                              |
| Roraima             | São Raimundo-RR      | Campeão do Estadual 2014                              |
| Santa Catarina      | Figueirense          | Campeão do Estadual 2014                              |
| Santa Catarina      | Joinville            | Vice-campeão do Estadual 2014                         |
| Santa Catarina      | Chapecoense          | Campeão da Taça de Santa Catarina de 2014             |
| São Paulo           | Ituano               | Campeão do Estadual 2014                              |
| São Paulo           | Santos               | Vice-campeão do Estadual 2014                         |
| São Paulo           | Palmeiras            | 3º colocado do Estadual 2014                          |
| São Paulo           | Capivariano          | Campeão da Série A2 do Estadual 2014                  |
| São Paulo           | Santo André          | Campeão da Copa Paulista 2014                         |
| Sergipe             | Confiança            | Campeão do Estadual 2014                              |
| Sergipe             | Amadense             | Campeão da Copa Governo do Estado de Sergipe de 2014  |
| Tocantins           | Interporto           | Campeão do Estadual 2014                              |

### Ranking da CBF
Com a definição dos 70 representantes das federações estaduais e dos seis representantes classificados diretamente às oitavas de final, mais 10 clubes são apurados pelo ranking da CBF.
| Pos. | Clube       | Pontos |
| ---- | ----------- | ------ |
| 11º  | Botafogo    | 12 332 |
| 17º  | Vitória     | 8 441  |
| 18º  | Ponte Preta | 7 440  |
| 23º  | ABC         | 6 516  |
| 24º  | Portuguesa  | 6 497  |
| 25º  | Criciúma    | 6 495  |
| 27º  | Avaí        | 6 364  |
| 31º  | Paraná      | 5 090  |
| 32º  | Bragantino  | 4 880  |
| 35º  | ASA         | 4 120  |

### Classificados diretamente às oitavas de final
| UF                | Clube            | Forma de classificação                     |
| ----------------- | ---------------- | ------------------------------------------ |
| Minas Gerais      | Cruzeiro         | Campeão do Campeonato Brasileiro 2014      |
| Minas Gerais      | Atlético Mineiro | Campeão da Copa do Brasil 2014             |
| São Paulo         | São Paulo        | Vice-campeão do Campeonato Brasileiro 2014 |
| São Paulo         | Corinthians      | 4º colocado do Campeonato Brasileiro 2014  |
| Rio Grande do Sul | Internacional    | 3º colocado do Campeonato Brasileiro 2014  |
| Rio de Janeiro    | Fluminense[FLU]  | 6º colocado do Campeonato Brasileiro 2014  |

- FLU. ^ Como o Brasil terá apenas 5 representantes na Copa Libertadores da América de 2015, o Fluminense, como melhor colocado no Campeonato Brasileiro que não se qualificou para a Copa Libertadores, disputará a partir das oitavas de final.[3]

Notas
- O Atlético Mineiro foi campeão da Copa do Brasil de 2014 e por isso disputará a Copa Libertadores da América de 2015, abrindo uma vaga em seu Estado.

- O Cruzeiro, campeão brasileiro de 2014, se classificou à Copa Libertadores da América de 2015, abrindo uma vaga em seu Estado.

- O São Paulo, vice-campeão brasileiro de 2014, se classificou à Copa Libertadores da América de 2015, abrindo uma vaga no ranking da CBF.

- O Internacional, 3º colocado do brasileiro de 2014, se classificou à Copa Libertadores da América de 2015, abrindo uma vaga em seu Estado.

- O Corinthians, 4º colocado do brasileiro de 2014, se classificou à Copa Libertadores da América de 2015, abrindo uma vaga no ranking da CBF.

- O Fluminense, 6º colocado do brasileiro de 2014, se classificou às oitavas de final da Copa do Brasil, abrindo uma vaga em seu Estado.

## Transmissão
Desde 1999, a Rede Globo/SporTV detém todos os direitos de mídia (exceto radiofônicos) em território nacional da Copa do Brasil. Ainda assim, a Globo faz questão de revender os direitos para as demais emissoras brasileiras. Esse ano, a Rede Bandeirantes voltará a transmitir a competição. As transmissões diretas para a região da realização da partida dependem da autorização do clube mandante.
Pela TV por assinatura SporTV, ESPN e o FOX Sports transmitem a competição.
Os direitos de propaganda nos estádios e de comercialização para o exterior pertencem a empresa TRAFFIC.

## Fases iniciais

### Sorteio
Foi realizado, em 16 de dezembro de 2014, na sede da CBF no Rio de Janeiro. Os 80 times classificados para a competição foram divididos em oito grupos (A a H) com dez clubes cada, de acordo com Ranking da CBF. A partir daí, os cruzamentos entre os grupos foram os seguintes: A x E; B x F; C x G e D x H.

#### Potes do sorteio
Entre parênteses, a classificação do clube no Ranking da CBF
| Primeira fase | Primeira fase | Primeira fase | Primeira fase |
| Pote A | Pote B | Pote C | Pote D |
| --- | --- | --- | --- |
| - Flamengo (3) - Grêmio (4) - Santos (5) - Atlético Paranaense (10) - Botafogo (11) - Vasco da Gama (12) - Palmeiras (13) - Coritiba (14) - Goiás (15) - Bahia (16)                                | - Vitória (17) - Ponte Preta (18) - Ceará (19) - Sport (20) - Figueirense (21) - Atlético Goianiense (22) - ABC (23) - Portuguesa (24) - Criciúma (25) - Náutico (26)               | - Avaí (27) - América de Natal (28) - América Mineiro (29) - Chapecoense (30) - Paraná (31) - Bragantino (32) - Joinville (33) - Paysandu (34) - ASA (35) - Boa Esporte (37)             | - Luverdense (38) - Icasa (40) - Fortaleza (41) - Sampaio Corrêa (42) - CRB (47) - Salgueiro (49) - Caxias (51) - Cuiabá (56) - Madureira (58) - Tupi (59)                        |
| Pote E | Pote F | Pote G | Pote H |
| - Santo André (62) - Nacional-AM (63) - Rio Branco-AC (64) - Botafogo-PB (65) - Remo (67) - Londrina (68) - Campinense (70) - Brasil de Pelotas (72) - Vitória da Conquista (76) - Villa Nova (78) | - Confiança (82) - CENE (84) - Santos-AP (88) - Boavista-RJ (91) - Coruripe (92) - Princesa do Solimões (94) - Vilhena (95) - Anapolina (105) - Real Noroeste[RNC] - Brasília (109) | - Interporto (117) - Luziânia (117) - São Raimundo-RR (124) - Moto Club (129) - Jacuipense (130) - Lajeadense (131) - Globo (133) - Operário VG (137) - Ituano (139) - Águia Negra (141) | - Independente-PA (146) - Cabofriense (149) - Estrela do Norte (150) - River-PI (152) - Maringá (152) - Alecrim (161) - Murici (202) - Capivariano (–) - Amadense (–) - Piauí (–) |

- RNC. ^  Vencedor da fase preliminar

### Fase preliminar
Em itálico, o clube que possui o mando de campo no primeiro jogo do confronto e em negrito o clube classificado.
| Equipe 1      | Total | Equipe 2         | 1.º jogo | 2.º jogo |
| ------------- | ----- | ---------------- | -------- | -------- |
| Real Noroeste | 4–2   | Atlético Acreano | 1–0      | 3–2      |

### Primeira fase
Em itálico, os clubes que possuem o mando de campo no primeiro jogo do confronto e em negrito os clubes classificados.| Equipe 1            | Total       | Equipe 2             | 1.º jogo | 2.º jogo |
| ------------------- | ----------- | -------------------- | -------- | -------- |
| Palmeiras           | 4–1         | Vitória da Conquista | 4–1      | –        |
| Sampaio Corrêa      | 6–4         | Estrela do Norte     | 2–3      | 4–1      |
| Vitória             | 3–2         | Anapolina            | 2–1      | 1–1      |
| ASA                 | 3–1         | São Raimundo-RR      | 3–1      | –        |
| Botafogo            | 6–4         | Botafogo-PB          | 2–2      | 4–2      |
| Caxias              | 0–3         | Capivariano          | 0–3      | 0–0      |
| Figueirense         | 4–3         | Princesa do Solimões | 2–2      | 2–1      |
| Avaí                | 3–1         | Operário VG          | 0–0      | 3–1      |
| Santos              | 2–0         | Londrina             | 1–0      | 1–0      |
| Madureira           | 3–3 (gf)    | Maringá              | 0–2      | 3–1      |
| Sport               | 6–2         | CENE                 | 2–1      | 4–1      |
| Chapecoense         | 5–2         | Interporto           | 5–2      | –        |
| Flamengo            | 4–1         | Brasil de Pelotas    | 2–1      | 2–0      |
| Salgueiro           | 5–1         | Piauí                | 5–1      | –        |
| Náutico             | 3–0         | Brasília             | 1–0      | 2–0      |
| Paraná              | 1–1 (4–5 p) | Jacuipense           | 1–0      | 0–1      |
| Goiás               | 2–0         | Santo André          | 1–0      | 1–0      |
| Icasa               | 2–5         | Independente-PA      | 0–5      | 2–0      |
| Portuguesa          | 3–1         | Santos-AP            | 3–1      | –        |
| Joinville           | 1–3         | Ituano               | 0–3      | 1–0      |
| Coritiba            | 3–0         | Villa Nova           | 3–0      | –        |
| Fortaleza           | 3–1         | River-PI             | 1–0      | 2–1      |
| Ponte Preta         | 4–1         | Vilhena              | 1–1      | 3–0      |
| Boa Esporte         | 2–2 (3–4 p) | Moto Club            | 1–1      | 1–1      |
| Vasco da Gama       | 5–3         | Rio Branco-AC        | 2–1      | 3–2      |
| Cuiabá              | 4–3         | Murici               | 2–3      | 2–0      |
| Atlético Goianiense | 3–1         | Coruripe             | 1–1      | 2–0      |
| América de Natal    | 5–1         | Globo                | 5–1      | –        |
| Atlético Paranaense | 2–2 (5–4 p) | Remo                 | 1–1      | 1–1      |
| Tupi                | 2–0         | Alecrim              | 2–0      | –        |
| Ceará               | 1–0         | Confiança            | 0–0      | 1–0      |
| América Mineiro     | 3–0         | Luziânia             | 3–0      | –        |
| Grêmio              | 4–1         | Campinense           | 2–1      | 2–0      |
| CRB                 | 3–1         | Amadense             | 2–1      | 1–0      |
| Criciúma            | 4–1         | Real Noroeste        | 4–1      | –        |
| Bragantino          | 2–2 (gf)    | Lajeadense           | 1–2      | 1–0      |
| Bahia               | 3–2         | Nacional-AM          | 0–0      | 3–2      |
| Luverdense          | 2–1         | Cabofriense          | 1–1      | 1–0      |
| ABC                 | 3–0         | Boavista-RJ          | 1–0      | 2–0      |
| Paysandu            | 4–2         | Águia Negra          | 2–2      | 2–0      |

### Segunda fase
Em itálico, os clubes que possuem o mando de campo no primeiro jogo do confronto e em negrito os clubes classificados.
| Equipe 1            | Total         | Equipe 2         | 1.º jogo | 2.º jogo |
| ------------------- | ------------- | ---------------- | -------- | -------- |
| Palmeiras           | 6–2           | Sampaio Corrêa   | 1–1      | 5–1      |
| Vitória             | 3–3 (gf)      | ASA              | 1–1      | 2–2      |
| Botafogo            | 5–1           | Capivariano      | 2–1      | 3–0      |
| Figueirense         | 2–1           | Avaí             | 0–1      | 2–0      |
| Santos              | 3–2           | Maringá          | 2–2      | 1–0      |
| Sport               | 2–2 (4–2 p)   | Chapecoense      | 0–2      | 2–0      |
| Flamengo            | 2–0           | Salgueiro        | 2–0      | –        |
| Náutico             | 2–0           | Jacuipense       | 2–0      | –        |
| Goiás               | 3–1           | Independente-PA  | 0–1      | 3–0      |
| Portuguesa          | 2–3           | Ituano           | 1–1      | 1–2      |
| Coritiba            | 3–3 (11–10 p) | Fortaleza        | 1–2      | 2–1      |
| Ponte Preta         | 6–2           | Moto Club        | 2–1      | 4–1      |
| Vasco da Gama       | 1–1 (gf)      | Cuiabá           | 1–1      | 0–0      |
| Atlético Goianiense | 3–4           | América de Natal | 2–4      | 1–0      |
| Atlético Paranaense | 2–2 (gf)      | Tupi             | 0–1      | 2–1      |
| Ceará               | 4–1           | América Mineiro  | 1–1      | 3–0      |
| Grêmio              | 3–1           | CRB              | 3–1      | –        |
| Criciúma            | 3–0           | Bragantino       | 3–0      | –        |
| Bahia               | 3–1           | Luverdense       | 0–0      | 3–1      |
| ABC                 | 1–3           | Paysandu         | 0–1      | 1–2      |

### Terceira fase
Em itálico, os clubes que possuem o mando de campo no primeiro jogo do confronto e em negrito os clubes classificados.
| Equipe 1         | Total       | Equipe 2      | 1.º jogo | 2.º jogo |
| ---------------- | ----------- | ------------- | -------- | -------- |
| ASA              | 0–1         | Palmeiras     | 0–0      | 0–1      |
| Botafogo         | 2–3         | Figueirense   | 2–2      | 0–1      |
| Santos           | 4–3         | Sport         | 1–2      | 3–1      |
| Náutico          | 1–3         | Flamengo      | 1–1      | 0–2      |
| Goiás            | 3–3 (gf)    | Ituano        | 0–2      | 3–1      |
| Ponte Preta      | 3–3 (1–3 p) | Coritiba      | 1–2      | 2–1      |
| América de Natal | 3–6         | Vasco da Gama | 1–3      | 2–3      |
| Tupi             | 1–2         | Ceará         | 0–0      | 1–2      |
| Criciúma         | 1–1 (3–4 p) | Grêmio        | 1–0      | 0–1      |
| Bahia            | 2–3         | Paysandu      | 0–3      | 2–0      |

### Qualificação para a Copa Sul-Americana
| Pos. | Clube               | Campanha                  | Pos. Brasileirão 2014 |
| ---- | ------------------- | ------------------------- | --------------------- |
| 1    | Grêmio              | Nas oitavas de final      | 7º Série A            |
| 2    | Atlético Paranaense | Eliminado (Segunda fase)  | 8º Série A            |
| 3    | Santos              | Nas oitavas de final      | 9º Série A            |
| 4    | Flamengo            | Nas oitavas de final      | 10º Série A           |
| 5    | Sport               | Eliminado (Terceira fase) | 11º Série A           |
| 6    | Goiás               | Eliminado (Terceira fase) | 12º Série A           |
| 7    | Figueirense         | Nas oitavas de final      | 13º Série A           |
| 8    | Coritiba            | Nas oitavas de final      | 14º Série A           |
| 9    | Chapecoense         | Eliminado (Segunda fase)  | 15º Série A           |
| 10   | Palmeiras           | Nas oitavas de final      | 16º Série A           |
| 11   | Joinville           | Eliminado (Primeira fase) | 1º Série B            |
| 12   | Ponte Preta         | Eliminado (Terceira fase) | 2º Série B            |
| 13   | Vasco da Gama       | Nas oitavas de final      | 3º Série B            |
| 14   | Avaí                | Eliminado (Segunda fase)  | 4º Série B            |
| 15   | Vitória             | Eliminado (Segunda fase)  | 17º Série A           |
| 16   | Bahia[CNE]          | Eliminado (Terceira fase) | 18º Série A           |
| 17   | Botafogo            | Eliminado (Terceira fase) | 19º Série A           |
| 18   | Criciúma            | Eliminado (Terceira fase) | 20º Série A           |

- O Brasil tem direito a oito vagas na Copa Sul-Americana de 2015: seis são dos melhores times eliminados até a terceira fase. Uma é do campeão da Copa do Nordeste de 2015 e a outra é do campeão da Copa Verde de 2014 (Brasília).
- CNE ^  O Ceará estaria classificado por ter vencido a Copa do Nordeste, porém avançou às oitavas de final da Copa do Brasil. Como as datas dos torneios são conflitantes, sua vaga foi repassada ao vice-campeão Bahia, melhor colocado na Copa do Nordeste eliminado antes das oitavas de final da Copa do Brasil.

## Fase final

### Oitavas de final

#### Sorteio
Para esta fase, foi realizado um novo sorteio, pela CBF, em 4 de agosto. Pela manhã, foram sorteados os confrontos e, às 15 horas, foram sorteados os mandos de campo.
No pote 1, estão os times que participaram da Copa Libertadores da América de 2015 mais o Fluminense, além dos dois melhores times no ranking da CBF que se classificaram da terceira fase. No pote 2, estão os outros 8 times que se classificaram da terceira fase. Para os jogos das oitavas, o sorteio determina os confrontos dos times do pote 1 contra o pote 2 e quais times decidirão o confronto em casa. Os oito times classificados às quartas de final passam por um novo sorteio, desta vez sem alinhamento, para definir o chaveamento até a decisão da competição.
Entre parênteses, o ranking da CBF.
| Pote 1 | Pote 2 |
| --- | --- |
| Cruzeiro (1) Corinthians (2) Flamengo (3) Grêmio (4) Atlético Mineiro (6) São Paulo (7) Fluminense (8) Internacional (9) | Santos (5) Vasco da Gama (12) Palmeiras (13) Coritiba (14) Ceará (19) Figueirense (21) Paysandu (34) Ituano (139) |

#### Confrontos
Em itálico, os clubes que possuem o mando de campo no primeiro jogo do confronto e em negrito os clubes classificados.
Em 5 de agosto, a CBF divulgou as datas, horários e locais das partidas das oitavas de final:
| Equipe 1      | Total | Equipe 2         | 1.º jogo | 2.º jogo |
| ------------- | ----- | ---------------- | -------- | -------- |
| Ituano        | 1–4   | Internacional    | 0–2      | 1–2      |
| Ceará         | 2–4   | São Paulo        | 2–1      | 0–3      |
| Cruzeiro      | 3–5   | Palmeiras        | 1–2      | 2–3      |
| Vasco da Gama | 2–1   | Flamengo         | 1–0      | 1–1      |
| Paysandu      | 2–4   | Fluminense       | 1–2      | 1–2      |
| Grêmio        | 4–1   | Coritiba         | 1–0      | 3–1      |
| Figueirense   | 3–2   | Atlético Mineiro | 1–1      | 2–1      |
| Corinthians   | 1–4   | Santos           | 0–2      | 1–2      |

### Quartas de final

#### Sorteio
Para esta fase, foi realizado um novo sorteio dos confrontos, pela CBF, em 31 de agosto às 12h30 (UTC-3) no auditório da entidade. Todos os oito clubes classificados estiveram em um pote único. Na parte da tarde, a entidade divulgou as datas, horários e locais das partidas. A partir desta fase, não haverá mais sorteio e os confrontos acontecerão por emparelhamento. Também, diferente das edições anteriores, a regra do gol fora de casa não será aplicada na final.
| Pote único                                                                           |
| ------------------------------------------------------------------------------------ |
| Figueirense Fluminense Grêmio Internacional Palmeiras Santos São Paulo Vasco da Gama |

### Tabela até a final

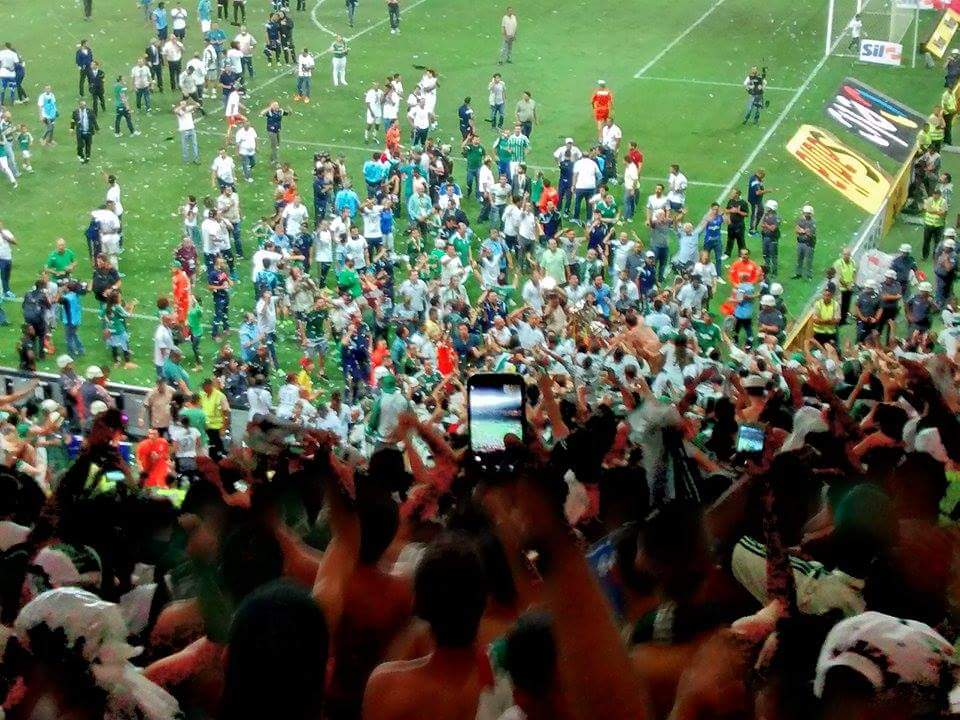
Festa do Palmeiras com a torcida na final da Copa do Brasil no Allianz Parque

1. ↑  [1]